# .50 AE
.50 AE（英語：.50 Action Express，12.7×33mm）是一種大口徑手枪子彈。它在1988年由行動武器（英語：Action Arms）的伊凡·尉德因（英語：Evan Whildin）所開發。.50 AE是.44麥格農的威力升級版彈藥。.50 AE是其中一種目前生產的最強大威力的半自動手槍子彈。其他能夠超過了.50 AE的彈道、威力的手槍子彈就只有.454 Casull蠻牛、.460 S&W Magnum史密斯威森馬格南、.475 Wildey Magnum懷爾德馬格南和.480 Ruger魯格、.500 S&W Magnum史密斯威森馬格南，皆為左輪手槍子彈。

## 概述
由馬格南研究公司研製的沙漠之鷹是第一種膛室設計是可以裝填及發射.50 AE子彈的手槍（和半自動手槍）。事實上，其殼底直径是.547英吋（13.89毫米），彈殼為「直壁式」（英語：Straight wall）和「縮緣式」（英語：Rebated）設計。.50 AE彈殼的底緣直徑與.44麥格農相同，因此理論上Mark VII型.44沙漠之鷹只需要換裝槍管與彈匣二個部份，就能夠發射威力更強大的.50 AE口徑子彈，而相反地要把.50沙漠之鷹轉換為.44沙漠之鷹也是一樣。但由於.357和.44的Mark VII型沙漠之鷹的槍身較小，因此不能轉換.50 AE口徑子彈。直到的Mark XIX型沙漠之鷹才可以自由轉換為.50 AE口徑，除了要轉換為.357沙漠之鷹或是要由.357沙漠之鷹轉換為其他口徑的話需要連槍管與彈匣帶槍機一起轉換才行。
在美國推出.50 AE口徑子彈的一開始也並非一帆風順的。美國槍械法律規定手槍的膛徑是不得超過1⁄2英吋。原來的藍圖計劃使用的.50 AE的膛徑雖然是.500英吋（12.7毫米），但陰膛徑則是.511英吋（12.98毫米），很像是12.7×99毫米NATO（.50 BMG）子彈的縮小版本，此槍有可能會被美国菸酒槍炮及爆裂物管理局（英語：Bureau of Alcohol, Tobacco, Firearms and Explosives，簡稱：ATF）根據規定宣布這是一把「毀滅性武器」（英語：Destructive device）。由於手槍膛徑測量的是陰膛至陰膛，而步槍膛徑孔則是測量陽膛至陽膛。後來這種子彈的直徑在名義上減少到現在的.500英吋（12.7毫米），而不是原來版本的.511英吋（12.98 毫米）。（目前型號的.50沙漠之鷹亦不會再使用原來的.50 AE子彈）所以目前的.50 AE子彈的膛徑是.490英吋（12.45毫米），而陰膛徑是.500英吋（12.7毫米）。
目前可從CCI彈藥（英語：CCI (ammunition)）、斯佩爾（英語：Speer）和IMI購買.50 AE子彈及裝填於使用.50 AE的槍械上，而IMI生產的彈藥在進口到美國以後，就會由馬格南研究公司以“超級大力士”（英語：Samson Ultra）的商标出售。以6英吋（152.4毫米）槍管的.50沙漠之鷹發射斯佩爾生產的300格令（17.01克）中空（JHP）彈頭子彈的話，槍口初速超過1,500英尺／秒（457.19米／秒），槍口能量超過1,500英尺／磅（2,033.62焦耳）。以10英吋（254毫米）槍管的.50沙漠之鷹發射相同子彈的話，槍口初速超過1,600英尺／秒（487.66米／秒），槍口能量超過1,800英尺／磅（2,440.35焦耳）。這使得.50 AE子彈和.44雷明登馬格南相比，增加了1,260英尺磅动能，威力遠高於最大威力的.44雷明登馬格南。整體而言，彈藥結合了超音速和高质量，比起一般手槍子彈有著更輕鬆地貫穿硬質表面特性這些的優勢。
.50 AE的缺點是，在於沙漠之鷹發射.50 AE子彈時會造成很巨大的後座力，雖然與.44雷明登馬格南相比只是稍微地嚴重一些，但這也只是因為氣動式的機械結構和沉重的槍身吸收了一部份後座力。這種彈藥在發射時亦會產生非常高的噪音；而且，即使在白天時發射，槍口焰仍然十分明顯。就是這些原因，.50 AE子彈並不是新手或是初學者應該使用的彈種。而且這種彈藥非常昂貴，一盒20發.50 AE子彈售价超過$30。
而其他發射.50 AE子彈的包括自動馬格南V型、灰熊溫徹斯特馬格南、自由武器555和同樣由馬格南研究公司研製的BFR左輪手槍。

## 性能
按照運動武器及彈藥製造商協會（英語：Sporting Arms and Ammunition Manufacturers' Institute，簡稱：SAAMI）的標準，.50 AE的最大膛壓為36,000磅每平方英寸（英語：Pounds per square inch，簡稱：psi）。而目前原廠生產的.50 AE子彈的裝藥可以產生接近1,800英尺／磅（2,440.35焦耳）的槍口能量。
目前，只有CCI／斯佩爾（英語：／）、IMI（以“超級大力士”（英語：Samson Ultra）的商标出售）和霍納里（英語：Hornady）生產著.50 AE子彈。最近，星線黃銅公司（英語：Starline Brass）亦開發了全新設計，沒有裝填裝藥、底火等的.50 AE的黃銅彈殼向外發售。.50 AE子彈亦可以從少數不同的製造商購買。
對於發射.50 AE的各種半自動手槍來說，.500 S&W Magnum史密斯威森馬格南子彈的長度設計實在是太長了。

## 彈藥用途

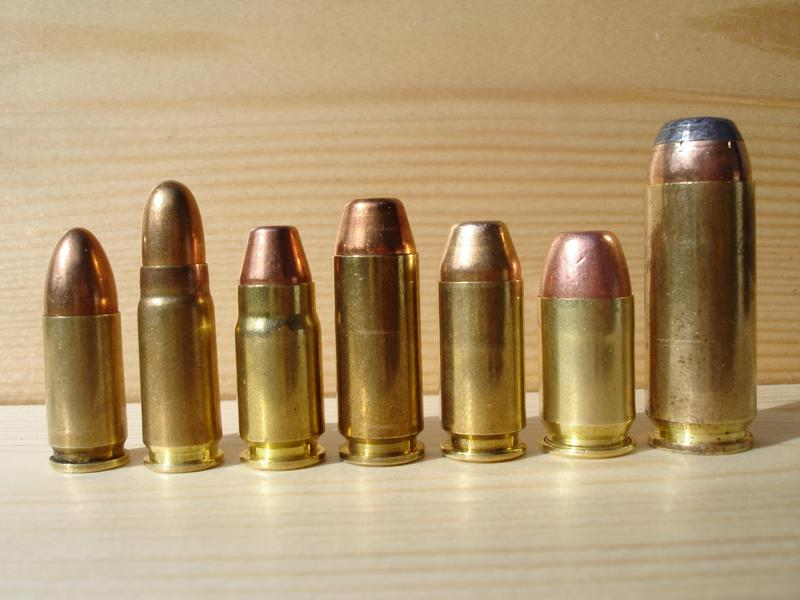
從左邊數,子彈為9mm LUGER; 7,62 TOKAREV ; .357 SIG; 10mm AUTO; .40 S&W; .45 GAP; .50 AE;

.50 AE子彈就像是其他手槍子彈的放大版本，它的主要用途就是射擊金属製的靶子和狩獵中型或大型的动物。由於其過大的火力和因此造成的巨大後座力以及非常大的槍口焰，因此不適用於任何战术及自衛用途，實際上.50 AE子彈比其他小口徑彈藥的用途並非那麼理想。然而，與.44 Remington Magnum雷明登馬格南、.454 Casull蠻牛、.475 Wildey Magnum懷爾德馬格南和.480 Ruger魯格、.460 S&W Magnum史密斯威森馬格南甚至.500 S&W Magnum史密斯威森馬格南一樣，它非常適合用於對大型食肉動物作狩獵和防衛用途，例如熊或是獅子。

## 圖集

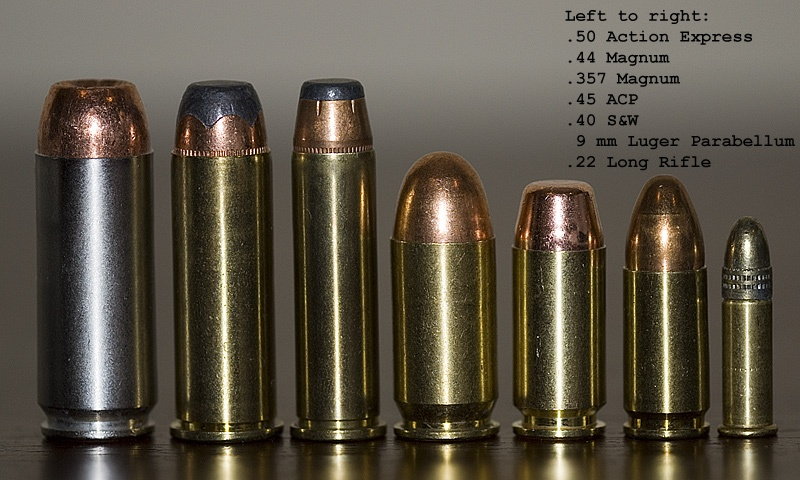
幾種常見子彈規格，由右至左分別為.22 LR、9毫米鲁格弹、.40 S&W、.45 ACP、.357麥格農、.44麥格農與.50 AE
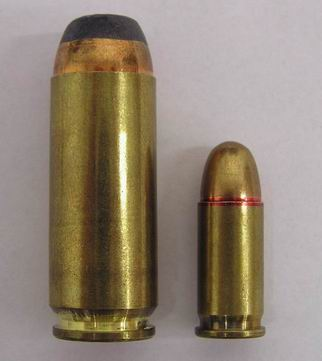
.50 AE和.32 ACP
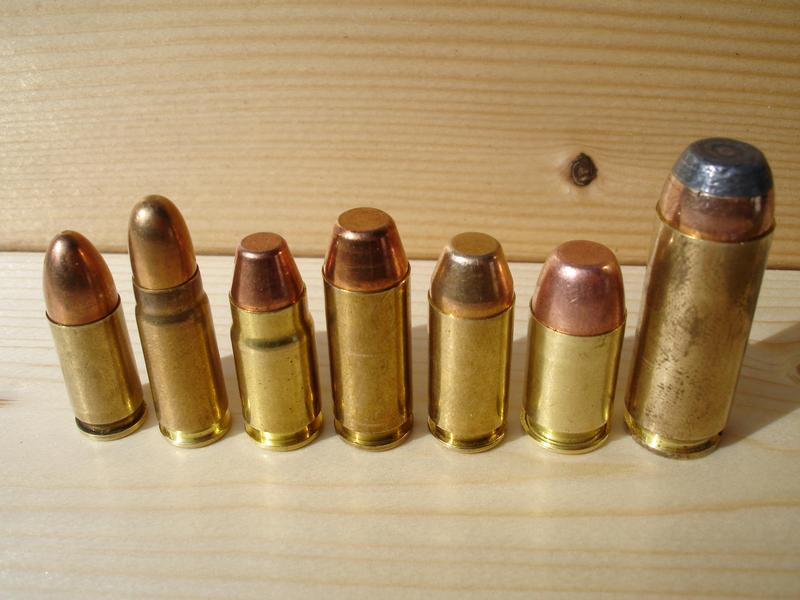
由左至右分別為9毫米鲁格弹、7.62×25毫米托卡列夫、.357 SIG、10毫米Auto、.40 S&W、.45 GAP（英语：.45 GAP）與.50 AE
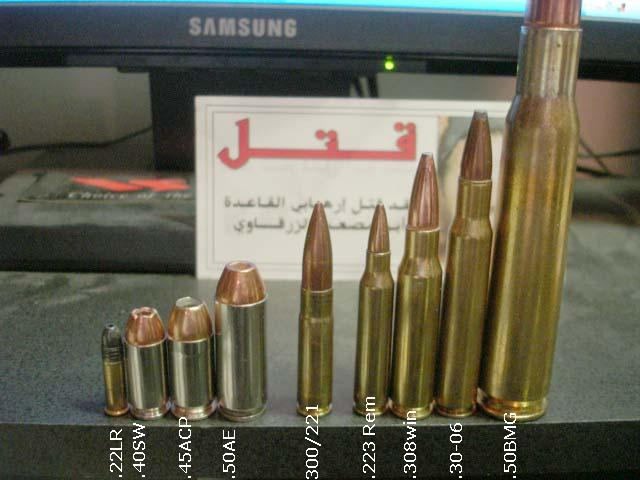
由左至右分別為.22 LR、.40 S&W、.45 ACP、.50 AE、.300 Whisper（英语：.300 Whisper）、.223 Remington、.308 Winchester、.30-06 Springfield與12.7×99毫米NATO（.50 BMG）
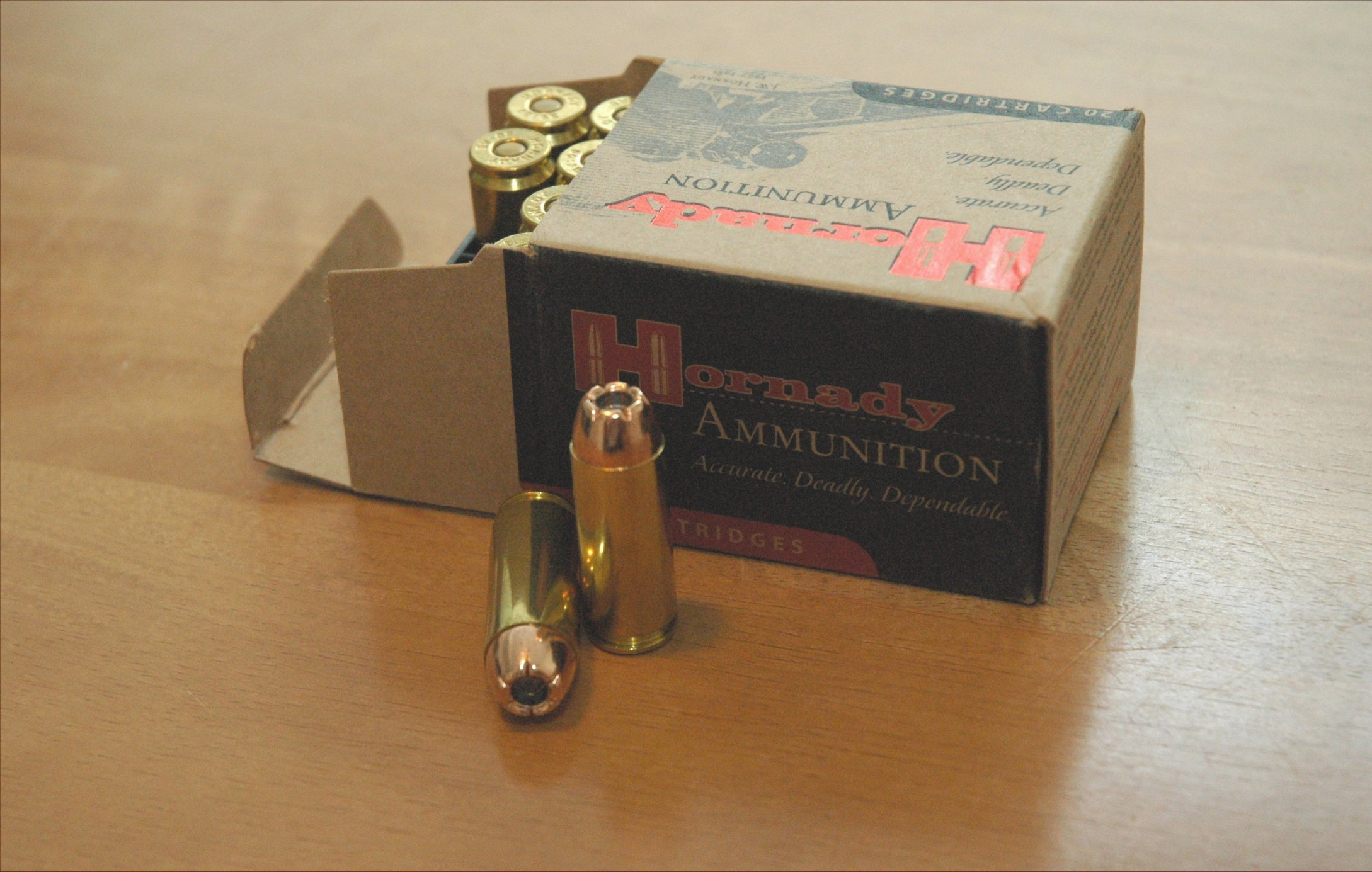
一盒.50 AE霍納里（英語：Hornady）300格令中空彈（JHP）
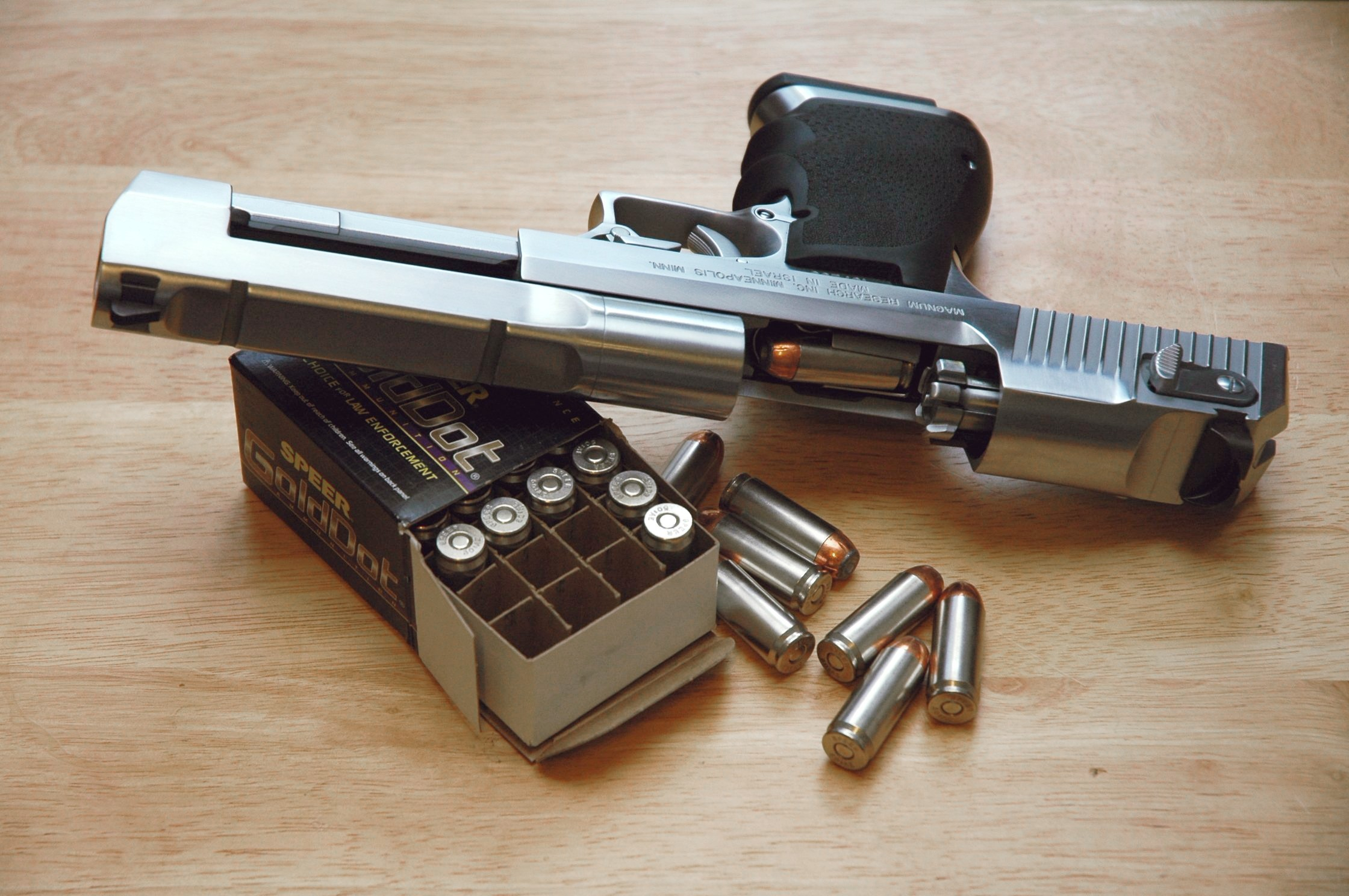
.50沙漠之鷹和一盒斯佩爾GoldDot 325格令中空彈（JHP）
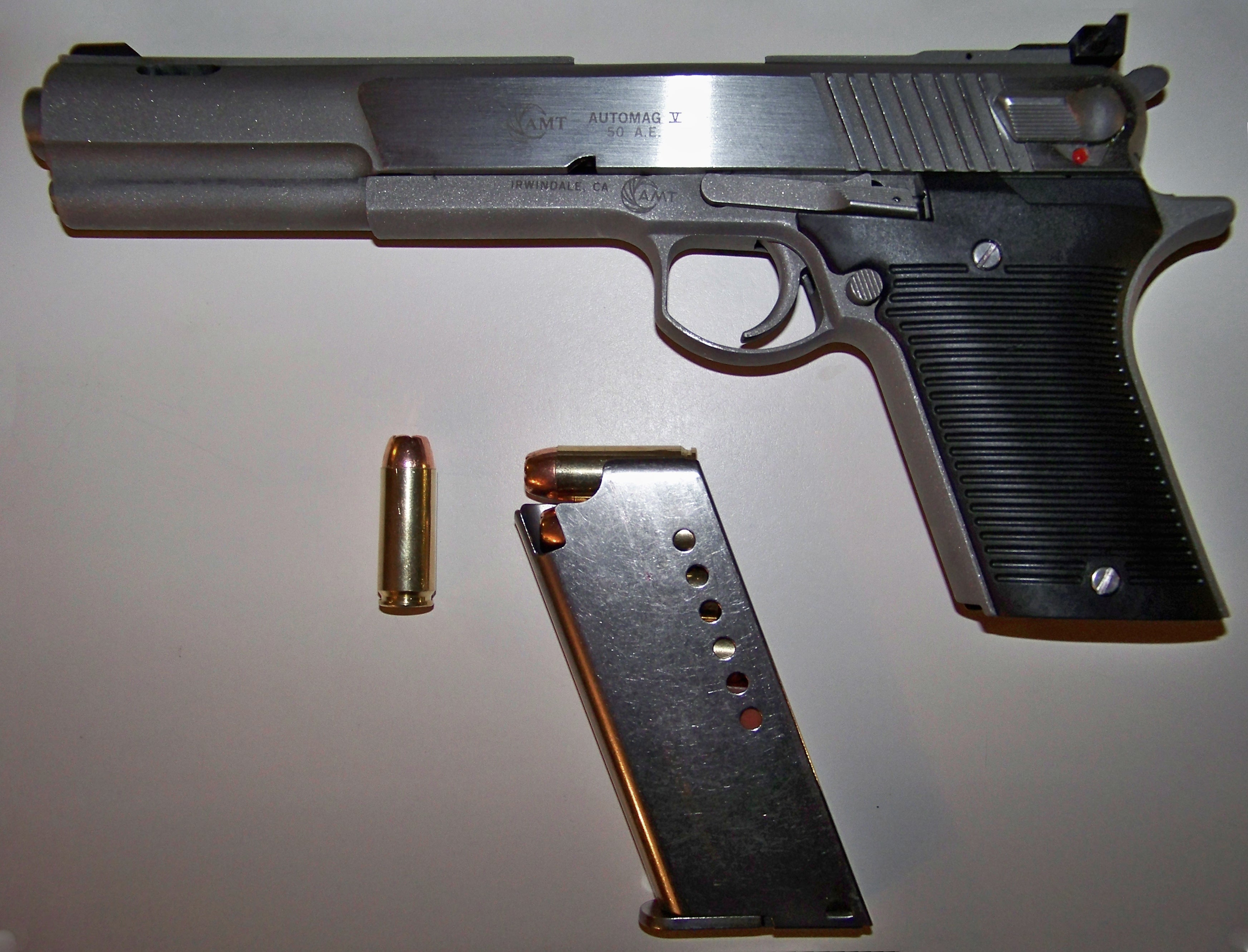
一把AMT自動馬格南V型、其原廠製造的5發可拆卸式彈匣以及一發.50 AE中空彈

## 資料來源
1. ↑   (PDF).   [2010-02-03]. （原始内容存档 (PDF)于2007-09-28）.
2. ↑   (PDF).   [2010-02-03]. （原始内容 (PDF)存档于2011-07-16）.
3. 1 2  Taffin, John (2005),The Desert Eagle of Magnum Research.Guns Magazine
4. 1 2 3  .   [2010-12-15]. （原始内容存档于2010-12-17）.
5. ↑  .   [2010-02-03]. （原始内容存档于2010-01-27）.
6. ↑  Ordorica, Ray. . DBI Books. 1996: 179. ISBN 978-0873491846. ...in brown bear country, a 500 Linebaugh or 50 AE on the hip is a better prescription for potential maladies than anything smaller.

## 外部連結
- （英文）—The Reload Bench: .50 Action Express
- （英文）—Duncan Long: The .50 Caliber Desert Eagle（页面存档备份，存于）
- （英文）—.50 Action Express vs. .440 Cor-Bon（页面存档备份，存于）